# Coccio
Der Coccio war eine Masseneinheit für Gold  und Silber. Das Münzgewicht war auf der Insel Sizilien gültig und war ein kleines Maß.
- 1 Coccio = 0,55 Gramm (= 11/20 Gramm = 6/91 Grän)[1]

Einige Einzelwerte:
- 485 Cocci = 1 Oncie
- 5820 Cocci = 1 Libbra